# Youngolidia swensoni
Youngolidia swensoni är en insektsart som beskrevs av Nielson 1983. Youngolidia swensoni ingår i släktet Youngolidia och familjen dvärgstritar. Inga underarter finns listade i Catalogue of Life.